# Dassault Mystère
O Dassault Mystère foi um caça a jato francês desenvolvido pela Dassault Aviation na década de 1950., sendo um desenvolvimento do Dassault Ouragan.

## Desenvolvimento

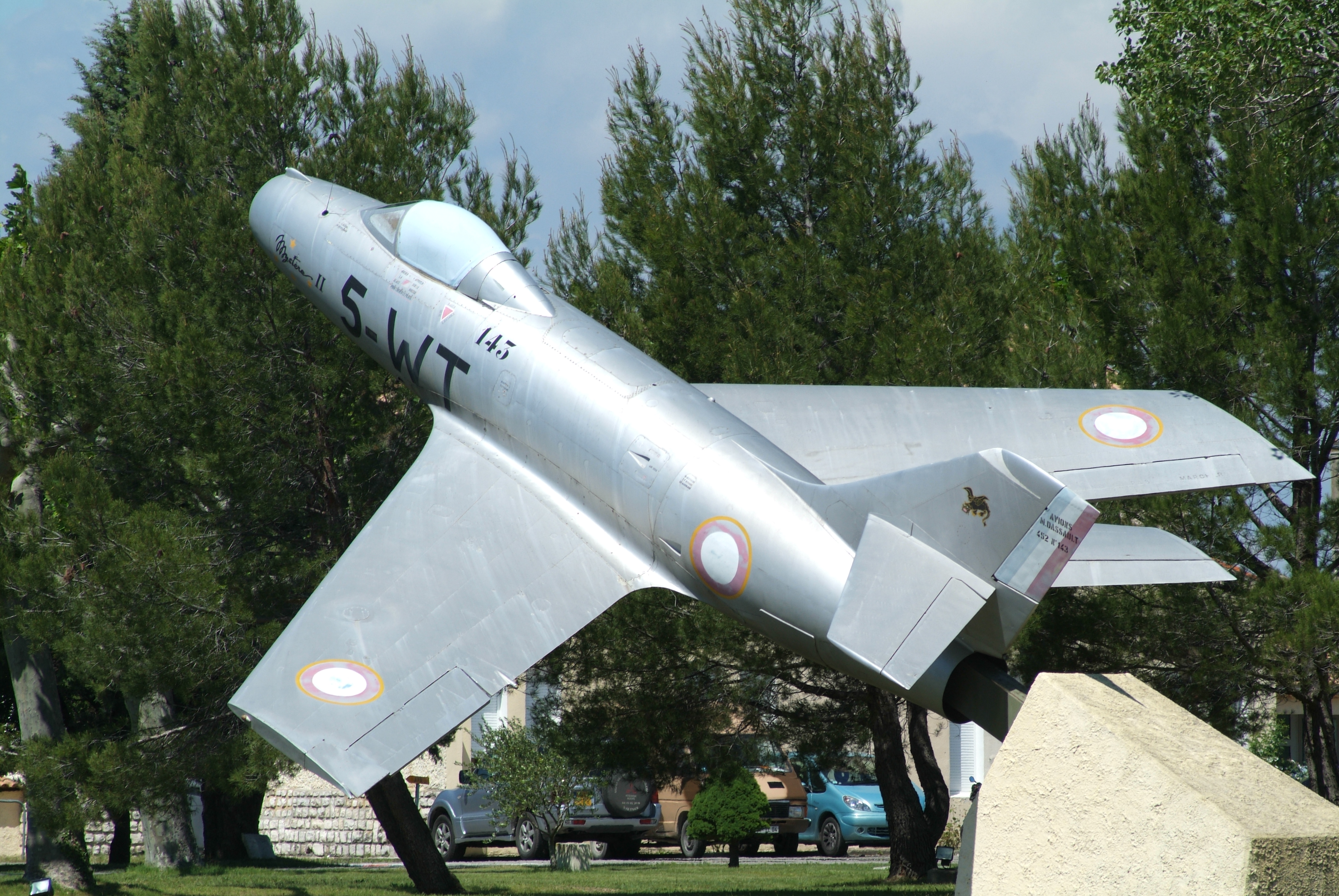
Mystére IIC preservado como monumento na Base Aérea de Orange, 2008

Depois do sucesso alcançado com o Ouragan, a Dassault iniciou os estudos de uma aeronave mais avançada que pudesse ter seu primeiro voo ainda em 1951, o Mystère I. O primeiro protótipo era essencialmente um Ouragan com asas enflechadas em 30º e empenagem modificada. Essa aeronave teve seu primeiro voo em 23 de fevereiro de 1951, sob os comandos do piloto de provas da Dassault, Kostia Rosanoff.
Outros dois outros protótipos foram construídos impulsionados por um turbojato Rolls-Royce Tay 250, produzida sob licença pela Hispano-Suiza e gerando 6.300 lbf (28 kN).
Em seguida, foram construídos dois protótipos do Mystère IIA, impulsionados pela Rolls Royce Tay e armados com quatro canhões Hispano-Suiza HS.404, de 20mm. Este foi o primeiro avião francês a romper a velocidade do som em mergulho, em 28 de outubro de 1951, sob os comandos de Kostia Rosanoff. Na sequência, foram produzidos quatro protótipos, designados como Mystère IIB, com dois canhões DEFA 551, de 30mm.
A série de pré-produção, com onze aeronaves, foi fabricada e denominada de Mystère IIC. Nove destas receberam o turbojato SNECMA Atar 101C com 5.500 lbf (24.5 kN) de empuxo seco, e duas receberam o turbojato Atar 101F, equipado com pós-combustor e gerando 8.400 lbf (37.3 kN) de empuxo com esse equipamento. O Exército do Ar Francês encomendou 150 Mystère IIC, que entraram em operação em 1955. As aeronaves de produção foram configuradas com dois canhões DEFA 551 de 30mm e com o turbojato Atar 101D, de 6.600 lbf (29.4 kN).

## Histórico Operacional

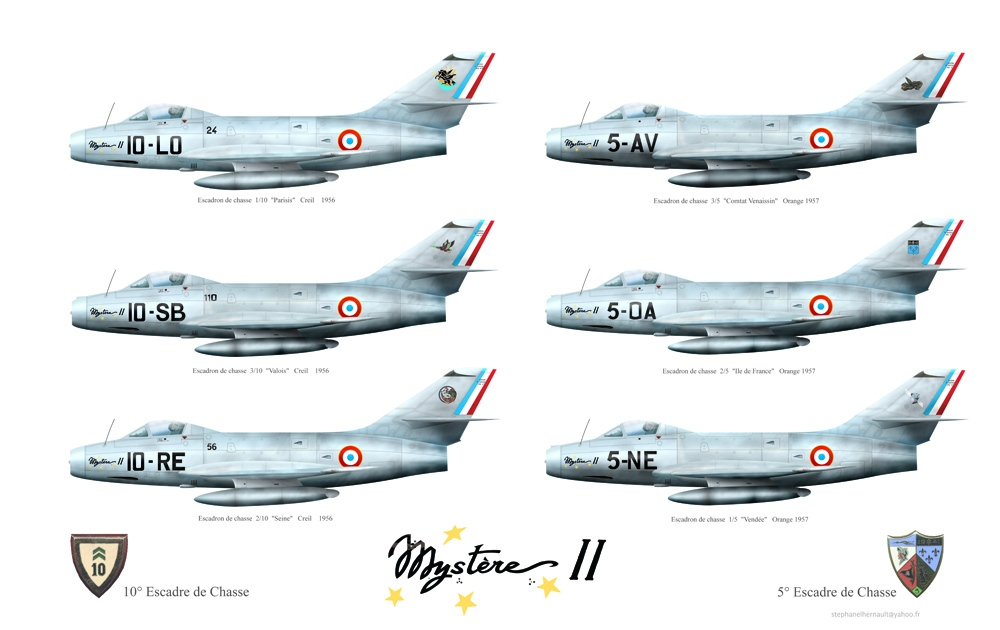
Esquemas de pinturas do Mystére IIC no Exército do Ar Francês

O Exército do Ar Francês encomendou 150 unidades, com a primeira voando em junho de 1954 e sendo entregue em outubro do mesmo ano. As aeronaves de produção foram configuradas com dois canhões DEFA 551 de 30mm e com o turbojato Atar 101D, de 6.600 lbf (29.4 kN), empenagem enflechada e novos tanques de combustível. A velocidade máxima era de 1.030 km/h (560 kn; 640 mph) à nível do mar.
O Mystère IIC chegou a ser utilizado em operações na Guerra da Argélia, tendo sido empregado como aeronave de ataque, com uso de bombas de emprego geral. O Mystère II foi a aeronave mais moderna a ser empregada nesse conflito.
O tipo sofreu com problemas estruturais, com muitas aeronaves demandando grandes quantidades de manutenção, além da fama de aeronave perigosa entre os pilotos franceses.
Como a evolução das aeronaves na época foi extremamente rápida, quando o último Mystère IIC foi entregue em 1957, o modelo já estava relegado a funções de treinamento, nas quais foi empregado até 1963. O Mystère IIC foi substituído pelo Mystère IV somente após dois anos de operação.
Não houve exportações do Mystère II, com somente o interesse de Israel em adquirir 24 unidades, porém, o negócio foi fechado na aquisição de aeronaves Mystère IV e Ouragan.

## Variantes
- M.D.452 Mystère I: O primeiro dos três protótipos era essencialmente um Ouragan com asas enflechadas em 30º. Os dois outros protótipos foram construídos e equipados com motores turbojato Rolls-Royce Tay 250;[1][2][3]
- M.D.452 Mystère IIA: Dois protótipos equipados com motores Tay e quatro canhões Hispano, de 20mm;[1][2][6][7]
- M.D.452 Mystère IIB: Quatro protótipos equipados com dois canhões DEFA, de 30mm;[1][8]
- M.D.452 Mystère IIC: Variante de produção da aeronave para o Exército do Ar Francês, com 150 unidades entregues até junho de 1954.[2] Onze unidades de pré-produção foram convertidas como plataformas de teste para o motor SNECMA Atar 101C e 101F.[3]
- M.D.453 Mystère IIIN: Um protótipo construído, com tomadas de ar nas laterais da nova cabine de comando dupla, continuando o desenvolvimento do futuro M.D.451 Aladin.[2][9] O protótipo fez seu primeiro voo em 18 de julho de 1952, tendo somente esta unidade sido construída, sem nunca ter sido equipada com um radar. A aeronave foi utilizada para testes de assentos ejetores após o cancelamento do M.D.451 Aladin.[9]

## Operadores
- França - Exército do Ar

## Especificações (Mystère IIC)
Dados: The Complete Book of Fighters 

### Características Gerais
- Tripulação: 1;
- Comprimento: 11.7 m (38 ft 5 in);
- Envergadura: 13.1 m (43 ft 0 in);
- Altura: 4.26 m (14 ft 0 in);
- Área Alar: 30.3 m2 (326 sq ft);
- Peso Vazio: 5,225 kg (11,519 lb);
- Peso Carregado: 7,500 kg (16,535 lb);
- Motor: 1x turbojato SNECMA Atar 101D, com 6,600 lbf (29.4 kN) de empuxo;

### Desempenho
- Velocidade Máxima: 1,060 km/h (570 kn; 660 mph)
- Alcance de Combate: 885 km (478 nmi; 550 mi)
- Teto de serviço: 15,250 m (50,030 ft);
- Taxa de subida: 23 m/s (4,500 ft/min);

### Armamento
- Canhão: 2x GIAT DEFA 551 de 30mm.